# ویهج
{{جعبه اطلاعات روستای ایران
|نام‌رسمی=ویهج
|روی‌نقشه=
|عرض‌جغرافیایی=
|طول‌جغرافیایی=
|تصویر=
|اندازه‌تصویر=
|برچسب‌تصویر=
|استان=کردستان
|شهرستان=قروه
|بخش= بخش مرکزی
|دهستان=بدر (قروه)
|نام‌محلی=وحج
|نام‌های‌دیگر=وهه
|نام‌های‌قدیمی=
|سال‌بنیاد=
|جمعیت ۸۴۹ نفر
|رشدجمعیت=
|تراکم‌جمعیت=
|زبان= کردی
|مذهب= شیعه
|مساحت=
|ارتفاع=
|میانگین‌دما=
|میانگین‌بارش‌سالانه=
|شمارروزهای‌یخبندان=
|کد آماری    =۲۰۵۴۴۹
|ره‌آورد=
|پیش‌شماره=۰۸۷
|وبگاه=
|جمله‌خوشامد= خوش آمدید
|پانویس=

ویهج روستای گردشگری ازتوابع بخش مرکزی شهرستان قروه استان کردستان این روستای گردشگری دارای اماکن مذهبی دیدینی وطبیعت و چشمه های منحصربفرد وآب هوای بکر وزیبایی برخوردار است

## جمعیت
این روستا در دهستان بدر قرار دارد و براساس سرشماری مرکز آمار ایران در سال ۱۳۹۵، جمعیت آن ۷۷۷ نفر (۲۲۰خانوار) بوده‌است.